# Бухало, Анна Борисовна
Анна Борисовна Бухало (род. 10 сентября 1985) — член Общественной палаты, директор инновационного проектного офиса Белгородского государственного технологического университета имени В. Г. Шухова, директор ООО «Неокомпозит», руководитель исполкома общественной организации «Молодая инновационная Россия».

## Деятельность
28 сентября 2011 указом президента Дмитрия Медведева включена в состав Общественной палаты.
6 февраля 2012 года была официально зарегистрирована как доверенное лицо кандидата в Президенты РФ и действующего премьер-министра Владимира Путина.

## Награды
14 декабря 2010 года объявлена лауреатом Национальной премии в области инноваций имени Владимира Зворыкина, специальная номинация «Энергоэффективность и ресурсосбережение».